# Diego Veronelli
Diego Veronelli, né le 5 décembre 1979 à Buenos Aires, est un ancien joueur de tennis professionnel argentin.
Vainqueur de la World Team Cup 2010.

## Carrière
Vainqueur de la World Team Cup en 2010 avec Juan Mónaco, Eduardo Schwank et Horacio Zeballos. Il joue uniquement le dernier match (sans enjeu) de la finale (le double). Il n'avait pas joué depuis 8 mois sur le circuit et il n'a plus joué depuis.
Il est finaliste à Buenos Aires en double avec Federico Browne en 2004.
Bat à Palerme en 2003 Nikolay Davydenko no 41 (6-4, 6-4).

## Palmarès

### Finale en double messieurs
| No | Date       | Nom et lieu du tournoi        | Catégorie   | Dotation  | Surface      | Vainqueurs                    | Partenaire      | Score          |  |
| -- | ---------- | ----------------------------- | ----------- | --------- | ------------ | ----------------------------- | --------------- | -------------- |  |
| 1  | 16-02-2004 | ATP Buenos Aires Buenos Aires | Int' Series | 355 000 $ | Terre (ext.) | Lucas Arnold Ker Mariano Hood | Federico Browne | 7-5, 62-7, 6-4 |  |